# Communication multilingue
 (septembre 2016).
Améliorez-le ou discutez des points à vérifier. 
 (janvier 2012).
Si vous disposez d'ouvrages ou d'articles de référence ou si vous connaissez des sites web de qualité traitant du thème abordé ici, merci de compléter l'article en donnant les références utiles à sa vérifiabilité et en les liant à la section « Notes et références ».
 (novembre 2014).
Une communication multilingue représente une communication qui s'effectue en plusieurs langues.

## Définition
La formule communication multilingue cache en fait une expression polysémique, c'est-à-dire qu'elle prend un sens contraire selon que l'on s’attache à l’un ou l’autre de ses deux termes.
Étymologiquement, communiquer signifie « rendre commun ». Aussi, la communication distingue-t-elle le « processus » ou l’acte d’établir une relation entre deux individus ou deux groupes de personnes. La communication désigne le produit de cette action, c’est-à-dire la chose échangée ; parmi les différents types, on décèle : une annonce, une dépêche, une nouvelle, etc. La communication indique le « moyen » technique par lequel les gens communiquent : une transmission.
Concernant la dimension « multilingue » de la communication, elle peut signifier une communication conçue en plusieurs langues (la communication elle-même peut s'en trouver plurilingue) ; une communication engendrée en une seule langue, mais diffusée en plusieurs langages (la communication reste unilingue, mais la l'émission elle, polyglotte) ; une communication issue d’un contexte multiculturel : la communication sera dite multilingue du fait du contexte plurilingue (par exemple plusieurs langues officielles).